# 联合体育俱乐部
联合体育俱乐部（United Sports Club），前身为普拉亚格联（Prayag United），成立于1927年时称为埃弗雷迪协会俱乐部（Eveready Association Club），2006年更为现名，2007–2011年受赞助商影响名为奇拉格联（Chirag United SC），2011年8月7日，名称改为普拉亚格联（Prayag United S.C.），2013年夏天恢复为现名，是一家位于印度西孟加拉邦加尔各答的职业足球俱乐部，俱乐部目前征战于加尔各答足球超级联赛。

## 装备提供商与胸前广告
| 时期      | 装备提供商 | 胸前广告       |
| --------- | ---------- | -------------- |
| 2007–2011 | 无         | 奇拉格电脑     |
| 2011–2013 | 无         | 普拉亚格集团   |
| 2013–2014 | 无         | 无             |
| 2015-     | Vamos      | Krishi Bharati |